# Crazy on the Outside
Crazy on the Outside (bra: Enlouquecendo com a Liberdade; prt: Louco com a Liberdade) é um filme de comédia estadunidense de 2010 estrelada e dirigida por Tim Allen. O filme marca a estreia de Allen como diretor de cinema e é notável por reunir Allen com co-estrelas de muitos de seus filmes anteriores (Sigourney Weaver de Galaxy Quest, Ray Liotta de Wild Hogs, Kelsey Grammer de Toy Story 2 e Julie Bowen de Joe Somebody).
Foi comercializado com o slogan: "Ele sobreviveu a três anos de dificuldades. Agora vem um pouco de tempo para a família".

## Sinopse
Thomas Zelda (Tim Allen) foi libertado da prisão por se envolver na pirataria de filmes. Ele é pego por sua excêntrica irmã Viki (Sigourney Weaver), que se revela uma mentirosa habitual (ela afirma que é para que as pessoas não fiquem magoadas com a verdade).
Tommy chega à casa de Viki, onde planeja passar algum tempo recompondo sua vida quando é revelado que sua avó foi informada (por Viki) que ele foi para a França em vez da prisão. Devido ao seu problema cardíaco, Tommy continua a história levando a um eufemismo onde França significa "prisão". O marido de Viki, Ed (J.K. Simmons) pergunta a Tommy se ele acha que vai "voltar para a França" em breve.
Durante o jantar, Gray (Ray Liotta), o antigo parceiro de Tommy no negócio da pirataria de filmes, aparece e sua irmã o expulsa.
No dia seguinte, Tommy se encontra com seu oficial de liberdade condicional, Angela Popadopolous (Jeanne Tripplehorn), que exige que ele trabalhe em um restaurante com tema pirata chamado "Pirate Burger" como parte de sua condicional. Ele informa a Angela que deseja abrir o negócio de pintura de seu pai, mas é informado de que deve trabalhar no restaurante.
Enquanto no trabalho, Tommy vê Christy (Julie Bowen), sua ex-namorada "morta" aproximando-se da janela do drive-through. Percebendo que Viki mentiu para ele, ele pega o carro de entrega para ver Christy levando-os para passar a noite juntos. Na manhã seguinte, é revelado que Christy está noiva de Frank (Kelsey Grammer) e Tommy é forçado a escapar do apartamento.
Como ele pegou o carro de entrega sem permissão, Tommy é demitido do "Pirate Burger" e corre o risco de voltar para a prisão por violar os termos de sua condicional. Tommy tem outra chance e volta ao trabalho.
Naquela noite, Tommy é "sequestrado" por Gray e Gray tenta persuadi-lo a voltar ao negócio da pirataria. Tommy se recusa a afirmar que quer "ir direto".
Tommy é chamado para fazer uma entrega. Ele chega no apartamento de Ângela. Seu filho Ethan está tentando bancar o casamenteiro para fazê-la começar a namorar novamente. Enquanto está lá, Tommy percebe que o apartamento precisa de uma pintura. Tommy decide mostrar a Angela o tipo de trabalho que ele pode fazer. Com a ajuda de dois ex-presidiários Rick e Edgar (Malcolm Goodwin e Jon Gries) do Pirate Burger, Tommy invade o apartamento de Angela enquanto ela está fora e repinta a sala de estar.
Enquanto isso, a história fictícia sobre a viagem de Tommy à "França" continua a evoluir, incluindo um relacionamento com Simone, uma astronauta francesa que foi morta na plataforma de lançamento para que a mãe de Tommy não levasse todos para a França para conhecê-la (porque ela não existe).
Angela está furiosa com Tommy por arrombamento e invasão, mas entende o que ele estava tentando fazer e não apresenta queixa. Ela o prepara para pintar a casa de um juiz. Enquanto faz o trabalho, Angela aparece para verificar o trabalho de Tommy e o convida para observar o time da liga juvenil de Ethan. Mais tarde, a esposa do juiz, que está impressionada com o trabalho, convida Tommy para pintar o andar de cima também.
Enquanto juntam as ferramentas, Edgar e Rick preparam o andar de cima para pintar e derrubam o anel de diamante da esposa do juiz da cômoda. Querendo fazer algo legal para Tommy, Edgar rouba o anel e dá a Christy como um "presente de Tommy". Tommy, que não sabe que o roubo ocorreu, junta-se a Angela no jogo da liga infantil e os dois começam a expressar sentimentos um pelo outro. Eles marcaram um encontro formal.
Quando Tommy chega ao apartamento de Angela para o encontro, Angela fica furiosa com o roubo e exige o anel de volta. Tommy vai ao Pirate Burger para confrontar Edgar e Rick, mas eles desapareceram. Ele rouba o carro de entrega (seu veículo se recusa a pegar) e liga para Edgar e Rick. Eles o informam da localização do anel e ele dirige até a casa de Christy para pegar o anel de volta. Depois de um breve confronto com Frank e Christy, ele pega o anel e o devolve para Angela.
O gerente do Pirate Burger processa Tommy e ele volta para a prisão. Gray aparece para salvá-lo e, desiludido com suas tentativas de "ir direto", Tommy se junta a Gray.
Enquanto isso, Ethan aparece na casa de Viki querendo ver Tommy, mas ele não está lá. Viki encontra Tommy com Gray no aeroporto e inventa uma história sobre o desaparecimento de Ethan. Tommy opta por abandonar Gray no aeroporto (depois que Gray empurra Viki para o chão) para encontrar Ethan. Quando ele aparece no apartamento de Angela, ele descobre que Viki mentiu para ele novamente. A preocupação de Tommy com o bem-estar de seu filho suaviza a animosidade de Angela em relação a ele.
A pedido de Viki, Tommy convida Angela para jantar na casa de Viki. Angela aparece para o jantar. Uma história que Viki contou à avó de Tommy sobre Angela ser a "conselheira do luto" de Tommy desmorona quando Angela a informa que ela é, na verdade, a oficial de condicional de Tommy, e a história da França também desmorona. Viki tenta parecer surpresa, mas ninguém acredita.

## Elenco
- Tim Allen como Tommy Zelda, em liberdade condicional[4]
- Sigourney Weaver como Viki Zelda, a irmã mais velha amorosa, mas manipuladora de Tommy[4]
- Jeanne Tripplehorn como Angela Papadopolous, uma oficial de liberdade condicional e mãe solteira com quem Tommy tenta namorar[4]
- J. K. Simmons como Ed, o marido sarcástico e provocador de Viki
- Julie Bowen[4] como Christy
- Kelsey Grammer[4] como Frank
- Ray Liotta[4] como Gray, O antigo parceiro de Tommy no crime
- Karle Warren como Alex Luboja
- Malcolm Goodwin como Rick
- Kenton Duty como Ethan Papadopolous
- Meeghan Holaway como Tina
- Jon Gries como Edgar
- Daniel Booko como Cooper Luboja
- Evelyn Iocolano como Denise
- Jeff Kueppers como Steve
- John Hayden como juiz Pierce
- Jean St. James como Sra. Pierce

## Recepção
No Rotten Tomatoes o filme tem um índice de aprovação de 8% baseado em avaliações de 12 críticos, com uma pontuação média de 2,62 /10. No Metacritic, tem uma pontuação de 21 de 100 com base nas avaliações de 7 críticos, indicando "avaliações geralmente desfavoráveis".